# Ognjeniški oblak
Ognjeniški oblak je steber super segretega vulkanskega pepela in tefre, suspendiranih v plinih, ki se sproščajo med eksplozivnim vulkanskim izbruhom. Vulkanski materiali tvorijo steber, ki se lahko dvigne več kilometrov v zrak nad kraterjem vulkana. V najbolj eksplozivnih izbruhih se steber lahko dvigne preko 40 km in prodre v stratosfero. Stratosferska injekcija aerosolov s strani vulkanov je glavni vzrok kratkoročnih podnebnih sprememb.
Pogost pojav eksplozivnih izbruhov je kolaps stebra, ko je vulkanski steber preveč gost, da bi se lahko z zračno konvekcijo dvignil visoko v nebo in namesto tega pade navzdol po pobočju vulkana, in ustvari piroklastične tokove ali piroklastični val (čeprav je slednji manj gost). V nekaterih primerih, če material ni dovolj gost, da bi padel, lahko ustvari pirokumulonimbne oblake.

## Nastanek
V eksplozivnih vulkanskih aktivnostih nastanejo razpoke, kjer visoka koncentracija hlapnih snovi v dvigajoči magmi povzroči, da se spremeni v fini vulkanski pepel in bolj grobo tefro. Pepel in tefra se izločita s hitrostjo nekaj sto metrov na sekundo in se lahko hitro dvigneta na višine več kilometrov, ki jih dvignejo ogromni konvekcijski tokovi.
Stebri izbruhov so lahko prehodni, če nastanejo z diskretno eksplozijo ali pa se ohranijo, če nastanejo z nenehnim bruhanjem ali z eksplozijami, ki so tesno skupaj.

## Strukture
Trdni in / ali tekoči materiali v erupcijskem stebru se dvignejo s postopki, ki se spreminjajo, ko se material dviga :
- Na dnu stebra je material silovito potisnjen navzgor iz kraterja zaradi pritiska hitro razvijajočih se plinov, predvsem pare. Plini se širijo, ker se tlak nad njim hitro zmanjšuje, ko se približuje površini. To območje se imenuje območje potiska plina in običajno doseže le en ali dva kilometra nad kraterjem.
- Konvektivno potisno območje pokriva večino višine stebra. To območje je zelo turbulentno in zrak, ki ga obkroža, se zmeša in segreje. Zrak se širi, zmanjšuje njegovo gostoto in narašča. Dvigajoči zrak prenaša ves trdni in tekoči material iz izbruha navzgor.
- Ko se steber/oblak dvigne v manj gost zrak v okolici, bo sčasoma dosegel nadmorsko višino, kjer je vroč, naraščajoč zrak enake gostote kot okoliški hladen zrak. V tem območju nevtralnega vzgona se izbruhani material potem ne bo več dvignil s konvekcijo, temveč le skozi kateri koli vzgon, ki ga ima. To se imenuje območje dežnika in je običajno označeno z oblakom, ki se razprostira vstran. Eruptivni material in okoliški hladen zrak imata enako gostoto na dnu območja dežnika, vrh pa je označen z maksimalno višino, ki jo material nosi navzgor. Ker so hitrosti v tem območju zelo nizke ali zanemarljive, jih pogosto motijo stratosferski vetrovi.

## Višina stebra
Steber/oblak se bo ustavil, ko bo dosegel višino, kjer je bolj gost kot okoliški zrak. Na višino, ki jo doseže steber izbruha, lahko vpliva več dejavnikov.
Bistveni dejavniki vključujejo premer izpušne odprtine, vsebnost plina v magmi in hitrost, pri kateri se izloči. Zunanji dejavniki so lahko pomembni, saj vetrovi včasih omejujejo višino stebra, lokalni termični temperaturni gradient pa prav tako igra vlogo. Temperatura ozračja v troposferi se običajno zmanjša za približno 6-7 K / km, vendar lahko majhne spremembe v tem gradientu močno vplivajo na končno višino stebra. Teoretično naj bi bila najvišja dosegljiva višina stebra/oblaka približno 55 km. V praksi so vidne višine od 2 do 45 km.
Stebri izbruhov z višinami nad 20–40 km prebijejo tropopavzo in vbrizgajo delce v stratosfero. Pepel in aerosoli v troposferi se hitro odstranijo s padavinami, toda material, ki se vbrizga v stratosfero, je veliko počasneje razpršen, če ni vremenskih sistemov. Znatne količine injiciranja stratosfere imajo lahko globalne učinke: po tem, ko je leta 1991 izbruhnil Pinatubo, so se globalne temperature znižale za približno 0,5 ° C. Največji izbruhi naj bi povzročili padec temperature za nekaj stopinj in so lahko vzrok nekaterih znanih množičnih izumrtij.
Višine stebrov izbruhov so koristen način merjenja intenzitete erupcije, saj je pri določeni atmosferski temperaturi višina stebra sorazmerna s četrtim korenom stopnje masnega izbruha. Zato je treba pod enakimi pogoji podvojiti višino stebra, zato je potreben izbruh 16-krat več materiala na sekundo. Višina stebrov, ki niso bili opaženi, se lahko oceni z določitvijo največje razdalje, ki jo piroklasti različnih velikosti prenašajo iz kraterja - čim višji je steber, lažje se prenese nadaljnji izmetani material določene mase (in zato tudi velikosti).
Približna maksimalna višina izbirnega stebra je podana z enačbo:
H = k(MΔT)1/4
kjer je:
k je konstanta, ki je odvisna od različnih lastnosti, kot so atmosferski pogoji.
M je stopnja masnega izbruha.
ΔT je razlika v temperaturi med erupcijsko magmo in okoliško atmosfero.

## Nevarnosti

### Padec ognjeniškega stebra
Izbruhani stebri lahko postanejo tako obremenjeni z gostim materialom, da so pretežki, da bi jih podpirali konvekcijski tokovi. To se lahko zgodi nenadoma, če se npr. stopnja, pri kateri magma izbruhne, poveča do točke, ko je vključen zrak nezadosten, da bi to podprl ali če se gostota magme nenadoma poveča, ko se iztisne gostejša magma iz nižjih predelov v stratificiranem magmatskem ognjišču.
Če se to zgodi, potem material, ki doseže dno konvektivnega potisnega območja, ne more več biti ustrezno podprt s konvekcijo, bo padel pod težnost, in tvoril piroklastični tok ali val, ki lahko potuje po pobočjih vulkana s hitrostjo več kot 100 – 200 km / h. Kolaps stebra je ena najbolj pogostih in nevarnih vulkanskih nevarnosti v izbruhih, ki ustvarjajo stebre.

### Letala
Več izbruhov je resno ogrožalo letala, ki so naletela ali prešla skozi ognjeniški oblak. V dveh ločenih incidentih leta 1982 so letala odletela v zgornji del stebra, ki ga je povzročil Galunggung na Javi, pepel pa je močno poškodoval obe letali. Posebna nevarnost je predstavljal pepel, ki je zaustavil motorje, speskal okna v pilotski kabini, zaradi česar so ta postala neprosojna in onesnažil gorivo zaradi vstopa pepela skozi kanale za vzdrževanje tlaka. Posebna težava je škoda na motorjih, saj so temperature v turbini dovolj visoke, da se vulkanski pepel stali v zgorevalni komori in oblikuje stekleno prevleko na komponentah, na primer na turbinskih lopaticah.
V primeru British Airways Flight 9 je letalo izgubilo moč na vseh štirih motorjih, v drugem, devetnajst dni kasneje, so se trije od štirih motorjev pokvarili na letališču Singapore Airlines 747. V obeh primerih so bili motorji uspešno ponovno zagnani, toda letalo je moralo zasilno pristati v Džakarti.
Podobna škoda na letalu je nastala zaradi erupcije nad vulkanom Redoubt na Aljaski leta 1989. Po izbruhu Pinatuba leta 1991 so bila letala preusmerjena, da bi se izognila ognjeniškemu oblaku, kljub temu pa je fini pepel, ki se je razpršil na širokem območju po jugovzhodni Aziji ogrozil 16 letov, od katerih so bili  nekateri do 1000 km od vulkana.
Na vremenskem radarju običajno niso vidni ognjeniški oblaki, ki jih lahko prekrijejo navadni oblaki ali noč . Zaradi nevarnosti, ki jih za letalstvo predstavljajo izbruhi vulkanov, obstaja mreža devetih svetovalnih središč za vulkansko pepel po vsem svetu, ki nenehno spremljajo ognjeniške oblake s pomočjo podatkov iz satelitov, poročil s tal, poročil pilotov in meteoroloških modelov. 